# Inklusiv

Inklusiv est la première revue homosexuelle nationale de Roumanie, lancée en septembre 2005 à Bucarest.
Le magazine est publié à 5 000 exemplaires et diffusé dans les principales villes de la Roumanie. Il contient un supplément de l'association Accept, principale association roumaine de lutte contre le sida et de défense des minorités sexuelles. Il contient des rubriques culturelles, de mode, de santé et de gastronomie. Il a fait sa première une avec la princesse roumaine Brianna Caragea, laquelle avait manifesté en tête du cortège du premier défilé homosexuel roumain, à Bucarest, quelques mois plus tôt.